# Britse telefooncel
De rode Britse telefooncel van het in 1924 geïntroduceerde en in 1935 verbeterde model is een icoon geworden dat voor velen de traditionele Britse waarden symboliseert.

## Gebruik
Op veel plaatsen in het Verenigd Koninkrijk, onder meer in Inner London waar ze zorgvuldig gekoesterd worden, staan nog de traditionele gietijzeren telefooncellen. Deze versie van de telefooncel is rood, de vernieuwde versie is zwart. De telefooncellen accepteren munten en kaarten. In de meeste cellen kunnen ook een BT-telefoonkaart of creditcard gebruikt worden. In de vernieuwde telefooncellen staat op de deur welke betaalmethoden geaccepteerd worden. Ondanks de sterke daling in het gebruik door de opkomst van de mobiele telefonie zijn de rode cellen nog op veel plaatsen in het Verenigd Koninkrijk te zien en te gebruiken

## Geschiedenis
Het meest voorkomende traditionele model is de K6, die in 1935 werd geïntroduceerd bij het zilveren regeringsjubileum van koning George V en daarom ook wel de Jubilee kiosk wordt genoemd. Deze telefooncel vond als eerste ruime verspreiding buiten Londen, met 73.000 exemplaren in het gehele Verenigd Koninkrijk. De K6 (hoogte 2,51 m) is een iets kleinere en meer gestroomlijnde versie van de K2 (hoogte 2,82 m), waarvan het ontwerp uit 1924 dateert. Beide modellen zijn ontworpen door de architect Sir Giles Gilbert Scott. Nadat de General Post Office in 1924 drie vooraanstaande architecten uitnodigde een ontwerp in te dienen, werd het zijne door de Royal Fine Art Commission geselecteerd. Zijn houten prototype is nog steeds in werking en staat voor de Royal Academy of Arts in Londen. Alle andere exemplaren zijn van gietijzer.
Vele in het Verenigd Koninkrijk overbodig geworden rode telefooncellen zijn in andere landen terechtgekomen, vaak als blikvanger voor Engelse reisbureaus, voor andere commerciële doeleinden of om vriendschapbanden met Groot-Brittannië te onderstrepen. In het Nederlandse Oosterbeek staat een rode Britse telefooncel als herinnering aan de Slag om Arnhem. Het hokje bevat geen werkende telefoon meer. Ook in Heemstede stond een dergelijke cel als uitdrukking van een vriendschapsband met Leamington Spa.

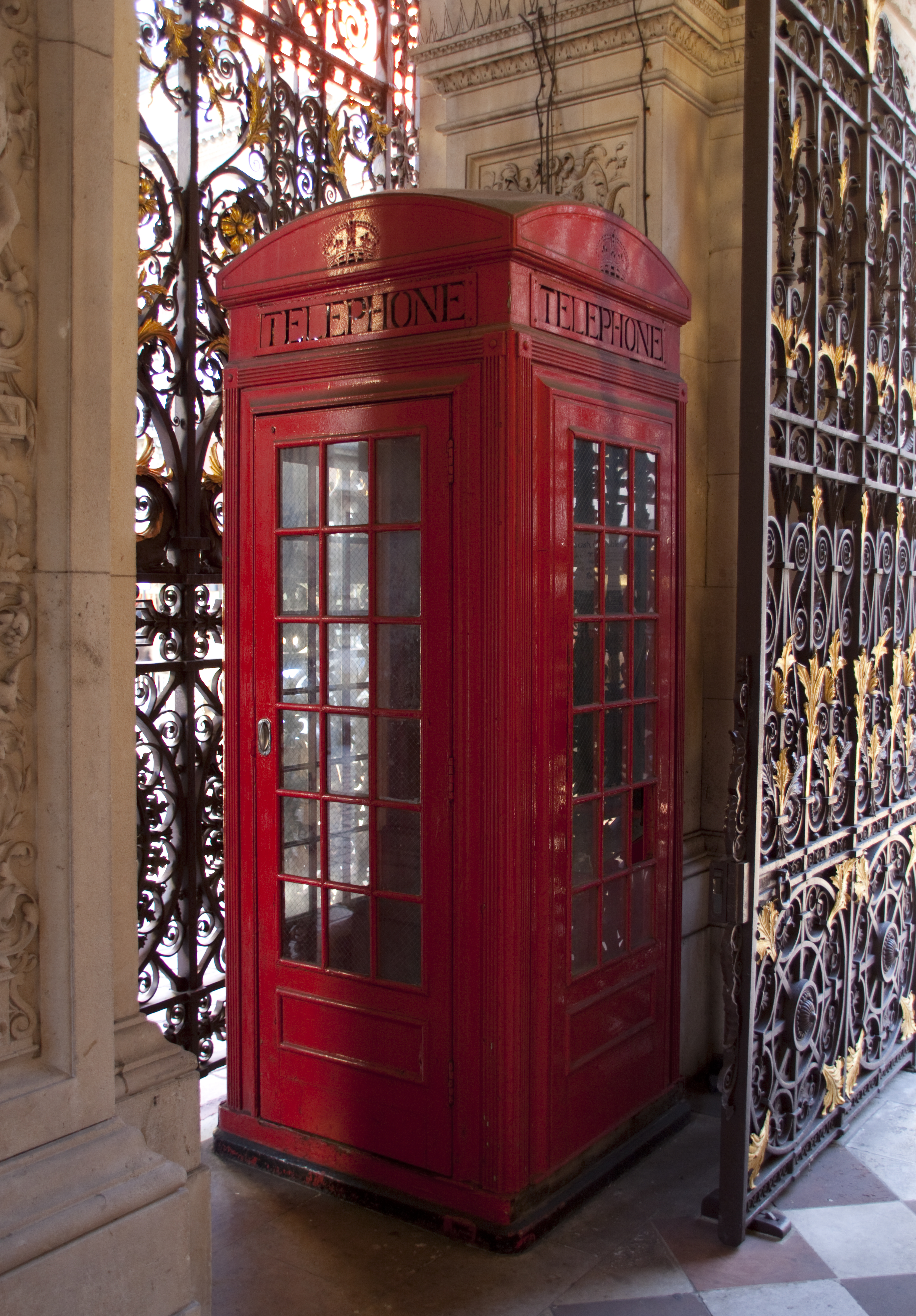
Houten K2-prototype bij de Royal Academy
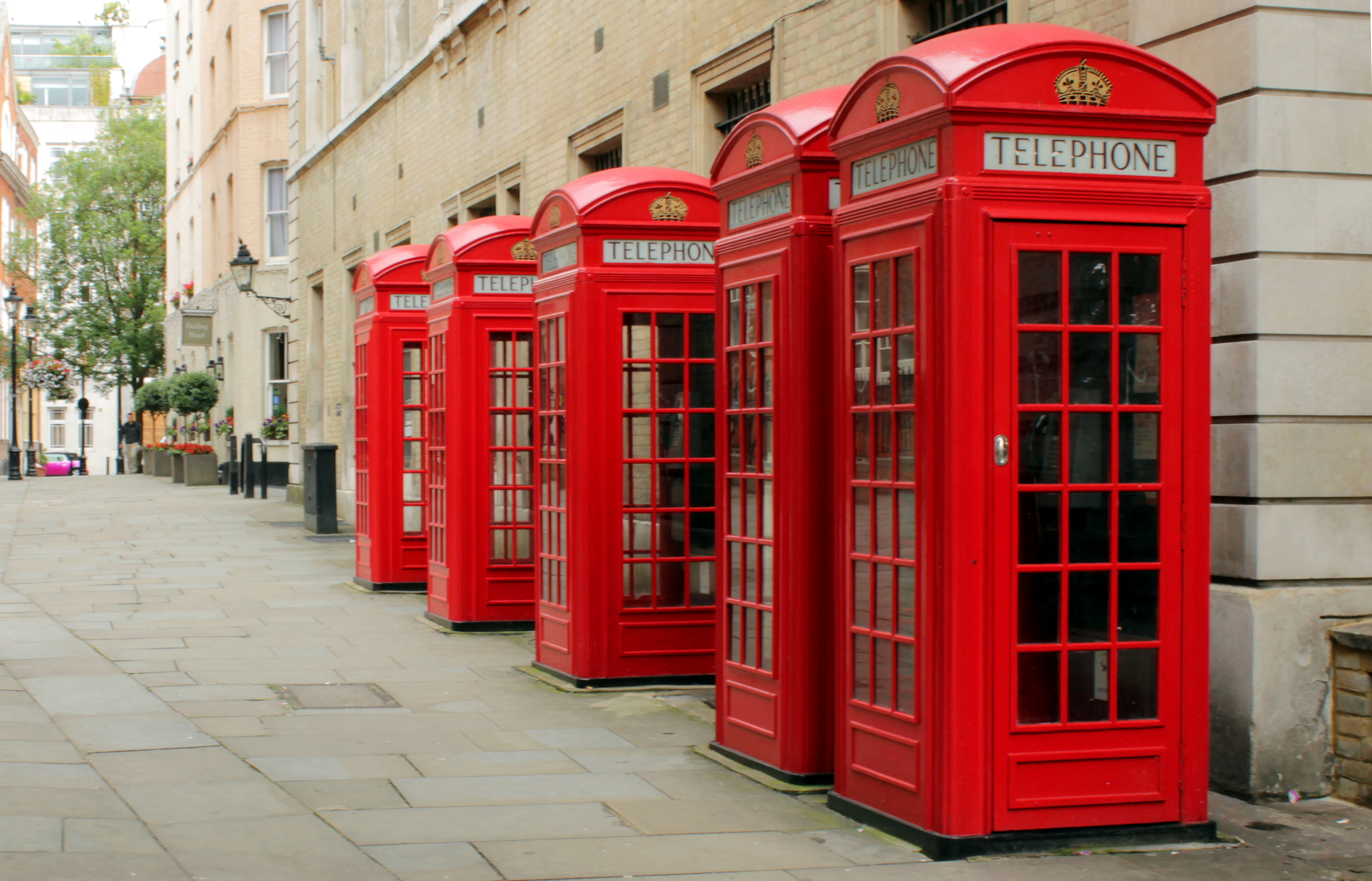
Model K2 bij Covent Garden
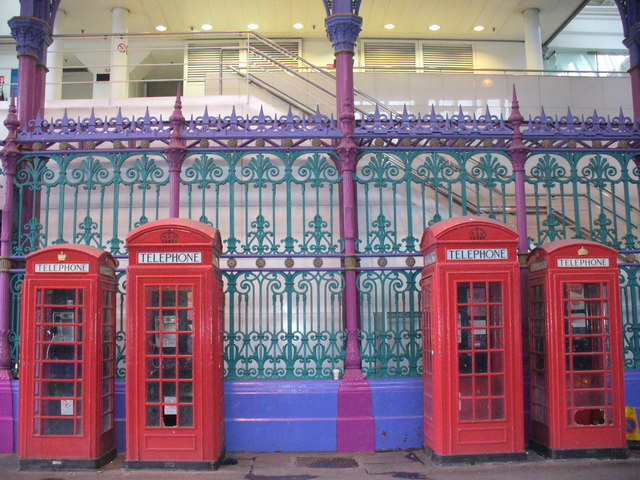
K2 (hoog) en K6 (laag) in Smithfield Market
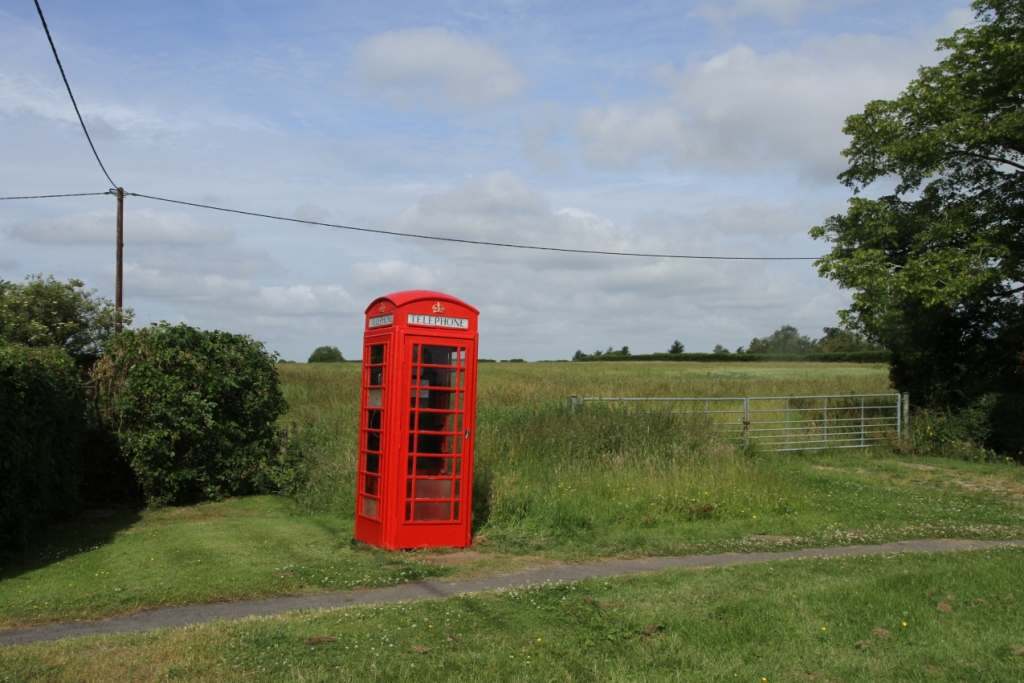
K6 in Baulking in Oxfordshire
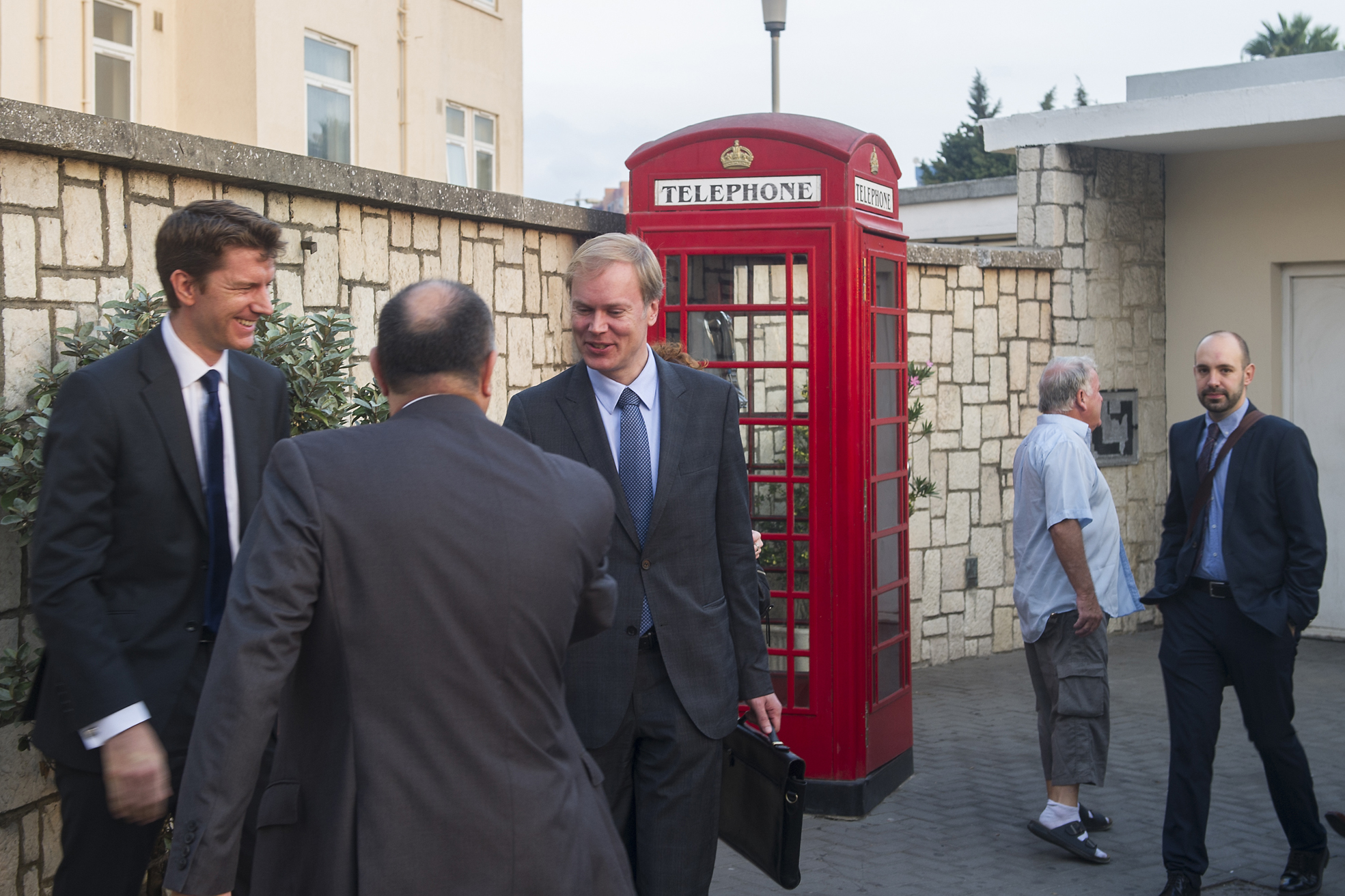
K6 in Gibraltar